# Esmeralda (Rio Grande do Sul)
Pour les articles homonymes, voir Esmeralda.
Esmeralda est une municipalité du Nord-Est de l'État du Rio Grande do Sul faisant partie de la microrégion de Vacaria et située à 297 km au nord de Porto Alegre, capitale de l'État. Elle se situe à une latitude de 28° 03′ 13″ sud et à une longitude de 51° 11′ 25″ ouest, à une altitude de 956 mètres. Sa population était estimée à 3 234, pour une superficie de 833 km2. On y accède par la BR-285 et la RS-456. Elle est séparée de l'État de Santa Catarina par le rio Pelotas.
La municipalité s'appelait au XIXe siècle Vila São João Velho, São João (Saint Jean) pour le saint patron, et Velho, du nom du donateur de la terre où s'installa la communauté de peuplement qui allait devenir le noyau urbain. Elle prit plus tard le nom d'Esmeralda, en raison de la verdure du paysage de l'endroit (« Esmeralda » = « émeraude », en portugais).

## Villes voisines
- Vacaria
- Muitos Capões
- Capão Bonito do Sul
- Lagoa Vermelha
- Pinhal da Serra